# Jocelyn Delecour
Jocelyn Delecour   (Tourcoing, 2 de gener de 1935) és un atleta francès, ja retirat, especialista en curses de velocitat, que va competir durant les dècades de 1950 i 1960.
Durant la seva carrera esportiva va prendre part en quatre edicions dels Jocs Olímpics d'Estiu, el 1956, 1960, 1964 i 1968. En aquestes participacions va guanyar dues medalles de bronze en els 4×100 metres del programa d'atletisme. El 1964 va formar equip amb Paul Genevay, Bernard Laidebeur i Claude Piquemal, mentre el 1968 ho va fer amb Gérard Fenouil, Claude Piquemal i Roger Bambuck.
En el seu palmarès també destaquen tres medalles al Campionat d'Europa d'atletisme, d'or en els 4×100 metres el 1954, 1966, de plata en els 100 metres el 1962 i de bronze en els 200 metres el 1958. Als Jocs del Mediterrani del 1963 guanyà una medalla de plata en els 4×100 metres. També guanyà vuit campionats nacionals en diferents distàncies. Va establir cinc rècords d'Europa en els 4x100 metres.

## Millors marques
- 100 metres. 10.3" (1958)
- 200 metres. 20.7" (1963)[5]